# Filip Antolić-Soban
Filip Antolić-Soban (Granešina, 15. travnja 1926. – 27. veljače 1992.) je hrvatski graditelj orgulja.
Gradnju orgulja učio kod Franje Lindauera i Milana Majdaka, a radio kod Majdaka i Heferera te poslije samostalno. Uglavnom je popravljao orgulje i pregrađivao već napravljene. Važniji radovi su mu orgulje u Klenoviku, Miholjancu, Bačkom Petrovcu, Šestinama, Slavonskom Brodu i Segetu Donjem.